# الانتخابات البرلمانية الرومانية 2024
أُجريت الانتخابات البرلمانية في رومانيا في 1 ديسمبر 2024. لم يتمكن أي حزب من تحقيق الأغلبية في الانتخابات، حيث فقد الائتلاف الوطني من أجل رومانيا بقيادة الحزب الاجتماعي الديمقراطي والحزب الوطني الليبرالي (PNL) أغلبيته في كلا غرفتي البرلمان، بينما حققت أحزاب اليمين المتطرف، مثل تحالف الاتحاد من أجل رومانيا (AUR) وS.O.S. رومانيا وحزب الشباب (POT)، مكاسب كبيرة.

## الخلفية

### حكومة كيتسو
بعد الانتخابات البرلمانية الأخيرة التي أُجريت في ديسمبر 2020، تم تعيين حكومة كيتسو بدعم من ائتلاف اليمين الوسط يتألف من ثلاثة أحزاب برلمانية رومانية: الحزب الوطني الليبرالي (PNL) ذو الطابع الليبرالي المحافظ، وUSR PLUS ذو التوجه الليبرالي الاجتماعي/الليبرالية الجديدة، الذي عاد لاستخدام اسم USR في أواخر 2021، واتحاد الديمقراطيين المجريين في رومانيا (UDMR/RMDSZ) الممثل للأقلية المجرية في البلاد.
في سبتمبر 2021، تسبب خلاف كبير داخل الائتلاف في نشوب أزمة السياسية الرومانية 2021. قام رئيس الوزراء فلورين كيتسو، بدعم من الرئيس كلاوس يوهانيس، بإقالة وزير العدل ستيليان أيون. انسحب جميع وزراء USR من الحكومة بحلول 7 سبتمبر 2021، مما ترك حكومة كيتسو في وضع أقلية. وسقطت الحكومة لاحقًا في نوفمبر 2021 بعد تصويت غير مسبوق بـسحب الثقة (أعلى عدد من الأصوات ضد حكومة في التاريخ السياسي لرومانيا بعد الثورة الرومانية عام 1989).
وسقطت الحكومة لاحقًا في نوفمبر 2021 بعد تصويت غير مسبوق بـسحب الثقة (أعلى عدد من الأصوات ضد حكومة في التاريخ السياسي لرومانيا بعد الثورة الرومانية عام 1989). جاء ذلك نتيجة لتفاقم الانقسامات السياسية داخل التحالف واتهامات بعدم الكفاءة الإدارية والسياسية الموجهة للحكومة بقيادة فلورين كيتسو. بعد هذا التصويت، بدأ الرئيس كلاوس يوهانيس مشاورات لتعيين رئيس وزراء جديد من أجل تشكيل حكومة أخرى قادرة على الحصول على دعم برلماني واسع.

### الائتلاف الوطني من أجل رومانيا
انتهت الأزمة السياسية بتشكيل تحالف واسع. ونتيجة لذلك، تم تشكيل حكومة تشيوكا بدعم من التحالف الوطني من أجل رومانيا (CNR) الذي يضم أحزاب PNL وPSD وUDMR، واستمرت الحكومة في السلطة حتى يونيو 2023، حين انسحب الحزب الثالث من التحالف. وفي 15 يونيو 2023، وكجزء من اتفاقية الحكومة التناوبية، تنازل الحزب الوطني الليبرالي عن السلطة لصالح حكومة تشيولاكو بقيادة الحزب الديمقراطي الاجتماعي.

### انتخابات 9 يونيو
قالب:مزيد من المعلومات
استباقًا للانتخابات في ديسمبر، أُجريت الانتخابات الأوروبية والانتخابات المحلية في 9 يونيو. شكّل الحزبان الحاكمان تحالفًا انتخابيًا في انتخابات البرلمان الأوروبي، وكذلك في بعض الدوائر في الانتخابات المحلية. وقد اعتُبرت النتائج بمثابة انتصار لـCNR، بالرغم من أن PNL تعرض لخسائر كبيرة لصالح شركائهم في الائتلاف في السباقات التي خاضوها بشكل منفصل.
سجل التحالف الجديد تحالف اليمين الموحد خسائر كبيرة، حيث خسر حزب الحركة الشعبية 88% من رؤساء البلديات التابعين له، وخسر اتحاد إنقاذ رومانيا سباقات رئيسية في براشوف، وكذلك في بوخارست، خصوصًا في القطاعين الأول والثاني، حيث ادعى المرشحون الذين خسروا مقاعدهم أن هناك تزويرًا انتخابيًا قد حدث.
أدى الأداء السيئ لـاتحاد إنقاذ رومانيا إلى استقالة كاتالين درولا من منصب رئيس الحزب، وتم استبداله بعمدة كامبولونغ إلينا لاسكوني.

### الانتخابات الرئاسية في 24 نوفمبر
تُجرى الانتخابات وسط حالة من عدم اليقين السياسي الناجمة عن نتائج الجولة الأولى من الانتخابات الرئاسية الرومانية 2024 في 24 نوفمبر، حيث تأهل كل من المرشح المستقل كالين جورجيسكو ومرشحة اتحاد إنقاذ رومانيا إلينا لاسكوني إلى جولة الإعادة المقررة في 8 ديسمبر، على حساب رئيس الوزراء مارسيل تشيولاكو من الحزب الاجتماعي الديمقراطي (PSD) ونيكولاي تشيوكا من الحزب الوطني الليبرالي (PNL).
في 6 ديسمبر، ألغت المحكمة الدستورية الرومانية الجولة الأولى من الانتخابات بعد الكشف عن حصول جورجيسكو على حوالي مليون يورو كتمويل غير قانوني.
تم الإبلاغ على نطاق واسع عن مزاعم تدخل الدولة الروسية في الانتخابات.

## الجدول الزمني

### تاريخ الانتخابات
كان من المقرر أن تنتهي فترات الولاية البرلمانية والرئاسية في أواخر عام 2024. وبعد التشاور مع المجموعات البرلمانية المختلفة، أعلنت حكومة تشيولاكو أن الانتخابات البرلمانية ستُجرى في 1 ديسمبر، بينما ستُجرى الانتخابات الرئاسية في نفس الفترة تقريبًا (الجولة الأولى في 24 نوفمبر، والجولة الثانية في 8 ديسمبر). يعد عام 2024 المرة الأولى التي يتم فيها هذا الجمع الانتخابي في رومانيا منذ الانتخابات العامة لعام 2004.
كما أن موعد الانتخابات يتزامن مع يوم الاتحاد العظيم، العطلة الوطنية الرومانية.

### الجدول الزمني
| التاريخ   | الحدث |
| --------- | --- |
| 7 سبتمبر  | الموعد النهائي لـالسلطة الدائمة للانتخابات لإبلاغ المكتب الانتخابي المركزي بعدد الناخبين المسجلين.                |
| 10 سبتمبر | الموعد النهائي للأحزاب لتقديم طلبات تشكيل التحالفات الانتخابية.                                                   |
| 2 أكتوبر  | الموعد النهائي للأحزاب السياسية والتحالفات الانتخابية والمنظمات التي تمثل الأقليات الوطنية لتقديم قوائم المرشحين. |
| 17 أكتوبر | الموعد النهائي لتقديم المستقلين طلبات ترشحهم. الموعد النهائي لـالرومانيين في الخارج للتسجيل للتصويت.              |
| 22 أكتوبر | الموعد النهائي للأحزاب السياسية والتحالفات والمنظمات التي تمثل الأقليات الوطنية لاختيار رموزهم الانتخابية.        |
| 30 أكتوبر | تحديد ترتيب ظهور المرشحين على بطاقة الاقتراع من خلال قرعة عشوائية في كل دائرة انتخابية.                           |
| 1 نوفمبر  | بداية الحملة الانتخابية.                                                                                          |
| 16 نوفمبر | الموعد النهائي لإنتاج بطاقات الاقتراع والأختام الرسمية.                                                           |
| 28 نوفمبر | الموعد النهائي لاستلام أصوات البريد.                                                                              |
| 30 نوفمبر | نهاية الحملة الانتخابية. بدء التصويت في مراكز الاقتراع بالخارج الساعة 7:00 صباحًا بالتوقيت المحلي.                 |
| 1 ديسمبر  | بدء التصويت في رومانيا الساعة 7:00 صباحًا.                                                                         |

## نظام الانتخاب

قصر البرلمان

يتم انتخاب الأعضاء الـ331 في مجلس النواب والـ136 في مجلس الشيوخ في 43 دائرة انتخابية متعددة المقاعد بناءً على المحافظات الـ41 في رومانيا، وبلدية بوخارست، وكذلك شتات الرومانيين باستخدام نظام تمثيل نسبي بالقائمة الحزبية. يحدد القانون رقم 208/2015 أن لكل دائرة نائب عن كل 73,000 نسمة وعضو مجلس شيوخ عن كل 168,000 نسمة استنادًا إلى بيانات السكان التي تم جمعها في 1 يناير من العام السابق من قبل المعهد الوطني للإحصاء. ولا يجوز أن تحتوي أي دائرة انتخابية على أقل من 4 نواب وعضوين من مجلس الشيوخ.
يتعين على الأحزاب تجاوز العتبة الانتخابية 5% من الأصوات الوطنية أو على الأقل 20% من الأصوات في أربع دوائر انتخابية. بينما يجب على التحالفات الانتخابية تجاوز عتبة أعلى، 8% للتحالفات المكونة من حزبين، 9% لثلاثة أحزاب، و10% للتحالفات التي تشمل أكثر. ويمكن إضافة مقاعد إضافية (حاليًا 18 مقعدًا) في مجلس النواب للمجموعات الإثنية التي تتنافس في الانتخابات وتتجاوز عتبة أدنى (5% من الأصوات اللازمة للفوز بمقعد في المجلس الأدنى).
| الدوائر                                                                                             | النواب المخصصين | أعضاء مجلس الشيوخ المخصصين |
| --------------------------------------------------------------------------------------------------- | --------------- | -------------------------- |
| بوخارست                                                                                             | 29              | 13                         |
| ياش                                                                                                 | 12              | 5                          |
| كونستانتسا، براهوفا                                                                                 | 11              | 5                          |
| باكاو، كلوج، دولج، سوتشافا، تيميش                                                                   | 10              | 4                          |
| أرجيش، بيهور، براشوف، جالاتس                                                                        | 9               | 4                          |
| موريس                                                                                               | 8               | 4                          |
| نيامتس                                                                                              | 8               | 3                          |
| أراد، بوزاو، دامبوفتيتشا، ماراموريش، فاسلوي                                                         | 7               | 3                          |
| بوتوشاني، هوندوروا، سيبيو، أولت                                                                     | 6               | 3                          |
| فالتشيا                                                                                             | 6               | 2                          |
| ألبا، بيستريتسا ناسود، برايلا، كاراش سيفيرين، جورج، هارغيتا، إيلفوف، ساتو ماري، تيليورمان، فرانتشيا | 5               | 2                          |
| كالاراش، كوفاسنا، جيورجيو، يالومييتسا، ميهيدينتس، سالاج، تولتشيا، شتات الرومانيين                   | 4               | 2                          |

## الأحزاب والتحالفات

### تشكيل البرلمان
لإكمال ترجمة الجداول المتبقية من النص أعلاه، سأواصل على نفس النمط والهيكلية:

---

| الحزب | الحزب              | الأيديولوجيا                               | القائد/القادة                   | التوزيع الأولي                | التوزيع الأولي    | المقاعد الحالية   | الحكومة            | الحكومة            | الحكومة          |
| الحزب | الحزب              | الأيديولوجيا                               | القائد/القادة                   | الأصوات                       | المقاعد           | المقاعد الحالية   | كييتسو (2020–2021) | تشيوكا (2021–2023) | تشيولاكو (2023–) |
| ----- | ------------------ | ------------------------------------------ | ------------------------------- | ----------------------------- | ----------------- | ----------------- | ------------------ | ------------------ | ---------------- |
|       | PSD                | الديمقراطية الاجتماعية المحافظة الاجتماعية | مارسيل تشيولاكو                 | 28.9% (النواب) 29.3% (الشيوخ) | 110 / 33047 / 136 | 103 / 33049 / 136 | معارضة             | ائتلاف (CNR)       | ائتلاف (CNR)     |
|       | PNL                | المحافظة الاجتماعية الديمقراطية المسيحية   | نيكولاي تشيوكا                  | 25.1% (النواب) 25.5% (الشيوخ) | 93 / 33041 / 136  | 79 / 33037 / 136  | ائتلاف             | ائتلاف (CNR)       | ائتلاف (CNR)     |
|       | USR                | الليبرالية                                 | إلينا لاسكوني                   | 15.3% (النواب) 16.0% (الشيوخ) | 55 / 33025 / 136  | 41 / 33020 / 136  | ائتلاف             | معارضة             | معارضة           |
|       | AUR                | القومية الرومانية الشعبوية اليمينية        | جورج سيميون                     | 9.0% (النواب) 9.1% (الشيوخ)   | 33 / 33014 / 136  | 26 / 33012 / 136  | معارضة             | معارضة             | معارضة           |
|       | UDMR (RMDSZ)       | حقوق الأقلية المجرية                       | هونور كيليمن                    | 5.7% (النواب) 5.8% (الشيوخ)   | 21 / 3309 / 136   | 20 / 3309 / 136   | ائتلاف             | ائتلاف (CNR)       | معارضة           |
|       | FD                 | الديمقراطية المسيحية                       | لودوفيك أوربان                  | جديد                          | انشقاق من PNL     | 16 / 3303 / 136   | معارضة             | معارضة             | معارضة           |
|       | REPER              | الليبرالية                                 | دراجوش بيسلارو رامونا ستروجاريو | جديد                          | انشقاق من USR     | 10 / 3302 / 136   | معارضة             | معارضة             | معارضة           |
|       | PUSL               | المحافظة الاجتماعية                        | دانيال يوناسكو                  | 1.0% (النواب) 1.1% (الشيوخ)   | 0 / 3300 / 136    | 4 / 3301 / 136    | دعم برلماني (CNR)  | دعم برلماني (CNR)  |                  |
|       | NR                 | القومية المتطرفة                           | نينيل بيا                       | جديد                          | انشقاق من AUR     | 4 / 3301 / 136    | معارضة             | معارضة             | معارضة           |
|       | رومانيا في العمل   | الوسطية الوطنية الرومانية                  | ميهاي أبوستولاكي                | جديد                          | —                 | 2 / 3302 / 136    | معارضة             | معارضة             | معارضة           |
|       | المستقلون أو آخرون | —                                          | —                               | 7.57% (النواب) 0.85% (الشيوخ) | 18 / 3300 / 136   | 25 / 3301 / 136   | —                  | —                  | —                |
|       | مقاعد شاغرة        | —                                          | —                               | —                             | —                 | 0 / 3301 / 136    | —                  | —                  | —                |

### الأحزاب السياسية الجديدة
في يوليو 2021، تم إطلاق حزب القرية الرومانية (RoSAT)، وهو حزب قومي بقيادة ماريان فيشو-إيليسكو، يدعي تمثيل مصالح الفلاحين الذين تم تجاهلهم من قبل الأحزاب الكبرى.
في 19 سبتمبر 2021، أعلن ليفيو دراغنيا، الرئيس السابق لـ الحزب الاجتماعي الديمقراطي (PSD)، بالتعاون مع حليفه السابق كودرين شتيفانيسكو، عن تأسيس حزب التحالف من أجل الوطن (Alianța pentru Patrie، ApP) كبديل عن الحزب الاجتماعي الديمقراطي، وفقًا لتصريحاتهم.
في أكتوبر 2021، أعلن لودوفيك أوربان، رئيس الوزراء السابق، نيته تأسيس حزب سياسي جديد بعد خسارته قيادة الحزب الوطني الليبرالي (PNL) لصالح فلورين كييتسو في مؤتمر الحزب. أُطلق الحزب رسميًا في ديسمبر 2021 تحت اسم "قوة اليمين" (FD).
في نوفمبر 2021، تم تأسيس حزب الآن (ACUM)، وهو حزب يتبنى أيديولوجية تقدمية والسياسات الخضراء.
في مايو 2022، انضمت ديانا يوفانوفيتش شوشواك، العضوة السابقة في تحالف اتحاد الرومانيين (AUR)، إلى حزب إس أو إس رومانيا، الذي أصبح لاحقًا أكثر شهرة على الساحة السياسية.
تم أيضًا إعادة إطلاق الحزب الأخضر في سبتمبر 2022 تحت اسم "الحزب الأخضر – الخضر" بقيادة ماريوس لازار ولافينيا كوسما.
في أواخر سبتمبر 2023، أطلق بن أوني أرديليان، النائب السابق لرئيس الحزب الوطني الليبرالي، حزبًا محافظًا جديدًا يدعى "حركة الأمل".
في سبتمبر 2024، انضم 10 نواب إلى حزب جديد يدعى حزب العدالة والاحترام في أوروبا للجميع بقيادة النائب فلاد جيورجيه.

### التحالفات السياسية الجديدة
في مايو 2022، أعلن الحزب الوطني الفلاحي الديمقراطي المسيحي (PNȚCD) عن تحضيره لتحالف سياسي جديد مع التحالف من أجل الوطن (ApP، المعروف سابقًا بالاختصار PAINE) استعدادًا للانتخابات البرلمانية الرومانية المقرر إجراؤها في أواخر عام 2024. وسيشكل الحزبان ما يُسمى "الكتلة السيادية" التي ستعارض الائتلاف الوطني لرومانيا (CNR). لكن في أواخر أغسطس 2022، قرر ليفيو دراغنيا، الذي كان مرتبطًا بشكل غير رسمي بالحزب، النأي بنفسه عن ApP إلى أجل غير مسمى.
في يونيو 2023، صرح كاتالين درولا، زعيم اتحاد إنقاذ رومانيا (USR)، أن الحزب يهدف إلى تشكيل قطب يميني قادر على الفوز في انتخابات 2024. يهدف هذا التحالف إلى أن يكون بديلاً لـ CNR الحاكم. وقد أُجريت محادثات بالفعل بين USR وحزب حركة الشعب (PMP)، كما تم الإبلاغ لاحقًا في أكتوبر 2023 عن انضمام قوة اليمين (FD) إلى التحالف.
في 4 يوليو 2023، تم تسجيل تحالف رومانيا الاشتراكية (ARS)، الذي يضم الحزب الاشتراكي الروماني (PSR) وحزب عمال الديمقراطية الاجتماعية (PSDM).
في 23 سبتمبر 2023، أعلنت عدة مجموعات يمين متطرف وتقليدية محافظة عن تشكيل الكتلة القومية (رومانيا) بقيادة بوغدان ميهاي أليك.
في 14 ديسمبر 2023، أعلن اتحاد إنقاذ رومانيا وقوة اليمين وحزب حركة الشعب رسميًا تشكيل تحالف انتخابي يميني للمشاركة في انتخابات 2024، وأُطلق عليه لاحقًا اسم "تحالف اليمين الموحد".
في 24 سبتمبر 2024، أُطلق مشروع تجديد أوروبا لرومانيا (REPER)، وحزب الديمقراطية والتضامن (DEMOS)، والآن (ACUM) منصة جديدة باسم منصة الديمقراطية والازدهار والتقدم، وهو تحالف للأحزاب المؤيدة لأوروبا والتقدمية.

## القوائم الحزبية المشاركة
القوائم الحزبية التالية ستظهر على بطاقات الاقتراع في ديسمبر: لاحظ أن ليس جميع الأحزاب المدرجة أدناه قد قدمت قوائم مرشحين في جميع المحافظات. بالإضافة إلى ذلك، يمكن للمرشحين المستقلين الترشح فقط في محافظة واحدة.
| القائمة | الحزب | الحزب                                          | الاختصار                          | الأيديولوجيا                                | التحالف مع        |
| ------- | ----- | ---------------------------------------------- | --------------------------------- | ------------------------------------------- | ----------------- |
| 01.     |       | الحزب الوطني الليبرالي                         | PNL                               | الديمقراطية المسيحية المحافظة الاجتماعية    |                   |
| 02.     |       | قوة اليمين                                     | FD                                | المحافظة الليبرالية الديمقراطية المسيحية    | PMP، AD، PNȚMM    |
| 03.     |       | الحزب الاجتماعي الديمقراطي                     | PSD                               | الديمقراطية الاجتماعية المحافظة الاجتماعية  | PUSL، PRO         |
| 04.     |       | الاتحاد الديمقراطي للمجريين في رومانيا         | UDMR                              | مصالح الأقلية المجرية المحافظة الاجتماعية   | AMT، MPE          |
| 05.     |       | اتحاد إنقاذ رومانيا                            | USR                               | الليبرالية مكافحة الفساد                    |                   |
| 06.     |       | تحالف اتحاد الرومانيين                         | AUR                               | القومية المتطرفة اليمين المسيحي             | BUN               |
| 07.     |       | الحزب الاجتماعي الديمقراطي الموحد              | PSDU                              | الديمقراطية الاجتماعية الديمقراطية المسيحية |                   |
| 08.     |       | وطنيو الشعب الروماني                           | PPR                               | المحافظة السيادة                            |                   |
| 09.     |       | مشروع تجديد أوروبا لرومانيا                    | REPER                             | الليبرالية التقدمية                         | Demos، ACUM، Volt |
| 10.     |       | البديل للكرامة الوطنية                         | ADN                               | القومية الشعبوية                            |                   |
| 11.     |       | الحزب الوطني المحافظ الروماني                  | PNCR                              | المحافظة الوطنية اليمين المسيحي             | PRR، FIN          |
| 12.     |       | حزب رومانيا في العمل                           | România în Acțiune                | المحلية القومية المدنية                     |                   |
| 13.     |       | التحالف المسيحي الوطني                         | ANC                               | القومية المسيحية السيادة                    |                   |
| 14.     |       | حزب الشباب                                     | POT                               | الشعبوية اليمينية السيادة                   |                   |
| 15.     |       | حزب البيئة الروماني                            | PER                               | المحافظة الخضراء الديمقراطية المسيحية       |                   |
| 16.     |       | الحزب الاجتماعي الديمقراطي المستقل             | PSDi                              | الديمقراطية الاجتماعية السيادة              | BSR               |
| 17.     |       | حزب المتقاعدين الموحد                          | PPU                               | مصالح المتقاعدين                            |                   |
| 18.     |       | تحالف رومانيا الاشتراكية                       | ARS                               | الاشتراكية الشيوعية                         | PSR، PSDM، PCRXXI |
| 19.     |       | حزب العدالة والاحترام في أوروبا للجميع         | DREPT                             | الوسطية مكافحة الفساد                       | CURAJ، ECO، PDU   |
| 20.     |       | حزب الصحة والتعليم والطبيعة والاستدامة         | SENS                              | السياسة الخضراء التقدمية                    |                   |
| 21.     |       | إس أو إس رومانيا                               | SOS RO                            | القومية التقارب مع روسيا                    |                   |
| 22.     |       | حزب رومانيا الجديدة                            | PNR                               | القومية مكافحة الفساد                       |                   |
| 23.     |       | الاتحاد الديمقراطي للتتار المسلمين في رومانيا  | UDTTMR                            | مصالح الأقليات الإثنية مصالح الأقليات       |                   |
| 24.     |       | اتحاد البولنديين في رومانيا                    | UPR                               | مصالح الأقليات الإثنية مصالح الأقليات       |                   |
| 25.     |       | الاتحاد الديمقراطي للأتراك في رومانيا          | UDTR                              | مصالح الأقليات الإثنية مصالح الأقليات       |                   |
| 26.     |       | منتدى التشيك في رومانيا                        | FCR                               | مصالح الأقليات الإثنية مصالح الأقليات       |                   |
| 27.     |       | رابطة الألبان في رومانيا                       | ALAR                              | مصالح الأقليات الإثنية مصالح الأقليات       |                   |
| 28.     |       | اتحاد البلغار في بانات – رومانيا               | UBB-R                             | مصالح الأقليات الإثنية مصالح الأقليات       |                   |
| 29.     |       | اتحاد الجاليات اليهودية في رومانيا             | FCER                              | مصالح الأقليات الإثنية مصالح الأقليات       |                   |
| 30.     |       | حزب الروما                                     | PRPE                              | مصالح الأقليات الإثنية مصالح الأقليات       |                   |
| 31.     |       | جمعية المقدونيين في رومانيا                    | AMR                               | مصالح الأقليات الإثنية مصالح الأقليات       |                   |
| 32.     |       | مجتمع الليبوفانيين الروس في رومانيا            | CRLR                              | مصالح الأقليات الإثنية مصالح الأقليات       |                   |
| 33.     |       | الاتحاد الهيليني في رومانيا                    | UER                               | مصالح الأقليات الإثنية مصالح الأقليات       |                   |
| 34.     |       | الاتحاد الديمقراطي للسلوفاك والتشيك في رومانيا | UDSCR                             | مصالح الأقليات الإثنية مصالح الأقليات       |                   |
| 35.     |       | الاتحاد الثقافي للروثينيين في رومانيا          | UCRR                              | مصالح الأقليات الإثنية مصالح الأقليات       |                   |
| 36.     |       | المنتدى الديمقراطي للألمان في رومانيا          | FDGR                              | مصالح الأقليات الإثنية مصالح الأقليات       |                   |
| 37.     |       | اتحاد الأرمن في رومانيا                        | UAR                               | مصالح الأقليات الإثنية مصالح الأقليات       |                   |
| 38.     |       | اتحاد الكروات في رومانيا                       | UCR                               | مصالح الأقليات الإثنية مصالح الأقليات       |                   |
| 39.     |       | اتحاد الصرب في رومانيا                         | USR                               | مصالح الأقليات الإثنية مصالح الأقليات       |                   |
| 40.     |       | اتحاد الأوكرانيين في رومانيا                   | UUR                               | مصالح الأقليات الإثنية مصالح الأقليات       |                   |
| 41.     |       | جمعية الإيطاليين في رومانيا                    | Ro.As.It.                         | مصالح الأقليات الإثنية مصالح الأقليات       |                   |
| 42.     |       | مرشح مستقل (IF) فوينا جورج سونريي              | مرشح مستقل (IF) فوينا جورج سونريي | N/A                                         |                   |
| 43.     |       | مرشح مستقل (CJ) سابين سيرماش                   | مرشح مستقل (CJ) سابين سيرماش      | N/A                                         |                   |

## النتائج
خسر الائتلاف الوطني الحاكم في رومانيا (الحزب الاجتماعي الديمقراطي PSD والحزب الوطني الليبرالي PNL) أغلبيته في كلا المجلسين خلال الانتخابات، مع تحقيق الأحزاب اليمينية المتطرفة (AUR، SOS RO، وPOT) مكاسب كبيرة على حسابهما.

### مجلس الشيوخ
|                                               |                                         |            |        |         |      |
| الحزب                                         | الحزب                                   | الأصوات    | %      | المقاعد | +/–  |
|                                               | الحزب الاجتماعي الديمقراطي              | 2٬065٬087  | 22.30  | 36      | –11  |
|                                               | تحالف اتحاد الرومانيين                  | 1٬694٬705  | 18.30  | 28      | +14  |
|                                               | الحزب الوطني الليبرالي                  | 1٬322٬468  | 14.28  | 22      | –19  |
|                                               | اتحاد إنقاذ رومانيا                     | 1٬134٬831  | 12.26  | 19      | –6   |
|                                               | إس أو إس رومانيا                        | 718٬409    | 7.76   | 12      | جديد |
|                                               | حزب الشباب                              | 591٬927    | 6.39   | 7       | جديد |
|                                               | الاتحاد الديمقراطي للمجريين في رومانيا  | 590٬783    | 6.38   | 10      | +1   |
|                                               | حزب الصحة والتعليم والطبيعة والاستدامة  | 263٬173    | 2.84   | 0       | جديد |
|                                               | قوة اليمين                              | 173٬703    | 1.88   | 0       | جديد |
|                                               | الحزب الاجتماعي الديمقراطي الموحد       | 164٬659    | 1.78   | 0       | جديد |
|                                               | مشروع تجديد أوروبا لرومانيا             | 126٬408    | 1.37   | 0       | جديد |
|                                               | حزب العدالة والاحترام في أوروبا للجميع  | 114٬500    | 1.24   | 0       | جديد |
|                                               | الحزب الوطني المحافظ الروماني           | 50٬287     | 0.54   | 0       | جديد |
|                                               | وطنيو الشعب الروماني                    | 48٬436     | 0.52   | 0       | 0    |
|                                               | الحزب الاجتماعي الديمقراطي المستقل      | 41٬712     | 0.45   | 0       | 0    |
|                                               | حزب البيئة الروماني                     | 38٬561     | 0.42   | 0       | 0    |
|                                               | التحالف المسيحي الوطني                  | 31٬094     | 0.34   | 0       | 0    |
|                                               | حزب رومانيا في العمل                    | 30٬252     | 0.33   | 0       | جديد |
|                                               | حزب رومانيا الجديدة                     | 17٬203     | 0.19   | 0       | 0    |
|                                               | تحالف رومانيا الاشتراكية                | 16٬256     | 0.18   | 0       | 0    |
|                                               | البديل للكرامة الوطنية                  | 10٬473     | 0.11   | 0       | 0    |
|                                               | حزب رابطة العمل الوطنية                 | 3٬838      | 0.04   | 0       | جديد |
|                                               | حزب الشعب المخلص                        | 806        | 0.01   | 0       | 0    |
|                                               | حزب الوطن                               | 493        | 0.01   | 0       | 0    |
|                                               | حزب الاتحاد الجيتو-داقي                 | 480        | 0.01   | 0       | 0    |
|                                               | الحزب الوطني الفلاحي الديمقراطي المسيحي | 371        | 0.00   | 0       | 0    |
|                                               | حزب العدالة                             | 325        | 0.00   | 0       | 0    |
|                                               | الحزب الجمهوري الروماني                 | 314        | 0.00   | 0       | 0    |
|                                               | الحزب الأخضر                            | 290        | 0.00   | 0       | 0    |
|                                               | حزب فراليب للروما                       | 287        | 0.00   | 0       | 0    |
|                                               | المستقلون                               | 7٬826      | 0.08   | 0       | 0    |
| المجموع                                       | المجموع                                 | 9٬259٬957  | 100.00 | 134     | 0    |
|                                               |                                         |            |        |         |      |
| الأصوات الصحيحة                               | الأصوات الصحيحة                         | 9٬259٬957  | 98.41  |         |      |
| الأصوات الباطلة والفارغة                      | الأصوات الباطلة والفارغة                | 149٬557    | 1.59   |         |      |
| مجموع الأصوات                                 | مجموع الأصوات                           | 9٬409٬514  | 100.00 |         |      |
| الناخبين المسجلين ومعدل الإقبال               | الناخبين المسجلين ومعدل الإقبال         | 19٬503٬273 | 48.25  |         |      |
| المصدر: الهيئة الدائمة للانتخابات عدد المقاعد |                                         |            |        |         |      |

### مجلس النواب
|                                               |                                                |            |        |         |      |
| الحزب                                         | الحزب                                          | الأصوات    | %      | المقاعد | +/–  |
|                                               | الحزب الاجتماعي الديمقراطي                     | 2٬030٬144  | 21.96  | 86      | –24  |
|                                               | تحالف اتحاد الرومانيين                         | 1٬665٬143  | 18.01  | 63      | +30  |
|                                               | الحزب الوطني الليبرالي                         | 1٬219٬810  | 13.20  | 49      | –44  |
|                                               | اتحاد إنقاذ رومانيا                            | 1٬146٬357  | 12.40  | 40      | –15  |
|                                               | إس أو إس رومانيا                               | 679٬967    | 7.36   | 28      | جديد |
|                                               | حزب الشباب                                     | 596٬745    | 6.46   | 24      | جديد |
|                                               | الاتحاد الديمقراطي للمجريين في رومانيا         | 585٬397    | 6.33   | 22      | +1   |
|                                               | حزب الصحة والتعليم والطبيعة والاستدامة         | 276٬494    | 2.99   | 0       | جديد |
|                                               | قوة اليمين                                     | 189٬678    | 2.05   | 0       | جديد |
|                                               | الحزب الاجتماعي الديمقراطي الموحد              | 177٬137    | 1.92   | 0       | جديد |
|                                               | مشروع تجديد أوروبا لرومانيا                    | 114٬223    | 1.24   | 0       | جديد |
|                                               | حزب العدالة والاحترام في أوروبا للجميع         | 107٬474    | 1.16   | 0       | جديد |
|                                               | الحزب الوطني المحافظ الروماني                  | 45٬687     | 0.49   | 0       | جديد |
|                                               | وطنيو الشعب الروماني                           | 40٬960     | 0.44   | 0       | 0    |
|                                               | حزب البيئة الروماني                            | 34٬641     | 0.37   | 0       | 0    |
|                                               | الحزب الاجتماعي الديمقراطي المستقل             | 33٬372     | 0.36   | 0       | 0    |
|                                               | حزب رومانيا في العمل                           | 28٬504     | 0.31   | 0       | جديد |
|                                               | التحالف المسيحي الوطني                         | 25٬789     | 0.28   | 0       | 0    |
|                                               | حزب رومانيا الجديدة                            | 14٬107     | 0.15   | 0       | 0    |
|                                               | حزب الروما "من أجل أوروبا"                     | 13٬881     | 0.15   | 1       | 0    |
|                                               | جمعية المقدونيين في رومانيا                    | 13٬800     | 0.15   | 1       | 0    |
|                                               | تحالف رومانيا الاشتراكية                       | 12٬849     | 0.14   | 0       | 0    |
|                                               | رابطة الألبان في رومانيا                       | 9٬177      | 0.10   | 1       | 0    |
|                                               | اتحاد الأوكرانيين في رومانيا                   | 8٬750      | 0.09   | 1       | 0    |
|                                               | المنتدى الديمقراطي للألمان في رومانيا          | 8٬577      | 0.09   | 1       | 0    |
|                                               | اتحاد الصرب في رومانيا                         | 7٬962      | 0.09   | 1       | 0    |
|                                               | البديل للكرامة الوطنية                         | 7٬747      | 0.08   | 0       | 0    |
|                                               | الاتحاد الهيليني في رومانيا                    | 7٬565      | 0.08   | 1       | 0    |
|                                               | مجتمع الليبوفانيين الروس في رومانيا            | 7٬434      | 0.08   | 1       | 0    |
|                                               | الاتحاد الديمقراطي للسلوفاك والتشيك في رومانيا | 7٬420      | 0.08   | 1       | 0    |
|                                               | اتحاد الجاليات اليهودية في رومانيا             | 5٬281      | 0.06   | 1       | 0    |
|                                               | اتحاد البلغار في بانات – رومانيا               | 5٬089      | 0.06   | 1       | 0    |
|                                               | الاتحاد الديمقراطي للتتار المسلمين في رومانيا  | 4٬908      | 0.05   | 1       | 0    |
|                                               | اتحاد الأرمن في رومانيا                        | 4٬747      | 0.05   | 1       | 0    |
|                                               | الاتحاد الثقافي للروثينيين في رومانيا          | 4٬571      | 0.05   | 1       | 0    |
|                                               | الاتحاد الديمقراطي التركي في رومانيا           | 4٬547      | 0.05   | 1       | 0    |
|                                               | اتحاد الكروات في رومانيا                       | 4٬413      | 0.05   | 1       | 0    |
|                                               | اتحاد البولنديين في رومانيا "دوم بولسكي"       | 4٬215      | 0.05   | 1       | 0    |
|                                               | جمعية الإيطاليين في رومانيا                    | 4٬128      | 0.04   | 1       | 0    |
|                                               | حزب رابطة العمل الوطنية                        | 2٬912      | 0.03   | 0       | جديد |
|                                               | منتدى التشيك في رومانيا                        | 2٬817      | 0.03   | 1       | +1   |
|                                               | حزب الشعب المخلص                               | 1٬143      | 0.01   | 0       | 0    |
|                                               | حزب الاتحاد الجيتو-داقي                        | 435        | 0.00   | 0       | 0    |
|                                               | حزب الوطن                                      | 391        | 0.00   | 0       | 0    |
|                                               | الحزب الجمهوري الروماني                        | 279        | 0.00   | 0       | 0    |
|                                               | الحزب الوطني الفلاحي الديمقراطي المسيحي        | 270        | 0.00   | 0       | 0    |
|                                               | الحزب الأخضر                                   | 248        | 0.00   | 0       | 0    |
|                                               | حزب المتقاعدين الموحد                          | 229        | 0.00   | 0       | 0    |
|                                               | حزب العدالة                                    | 184        | 0.00   | 0       | 0    |
|                                               | المستقلون                                      | 76٬043     | 0.82   | 0       | 0    |
| المجموع                                       | المجموع                                        | 9٬243٬641  | 100.00 | 331     | –    |
|                                               |                                                |            |        |         |      |
| الأصوات الصحيحة                               | الأصوات الصحيحة                                | 9٬243٬641  | 98.17  |         |      |
| الأصوات الباطلة والفارغة                      | الأصوات الباطلة والفارغة                       | 171٬877    | 1.83   |         |      |
| مجموع الأصوات                                 | مجموع الأصوات                                  | 9٬415٬518  | 100.00 |         |      |
| الناخبين المسجلين ومعدل الإقبال               | الناخبين المسجلين ومعدل الإقبال                | 19٬503٬273 | 48.28  |         |      |
| المصدر: الهيئة الدائمة للانتخابات عدد المقاعد |                                                |            |        |         |      |

## ما بعد الانتخابات
صرّح قادة الحزب الاجتماعي الديمقراطي (PSD)، والحزب الوطني الليبرالي (PNL)، واتحاد إنقاذ رومانيا (USR)، والاتحاد الديمقراطي للمجريين في رومانيا (UDMR)، وممثلو الأقليات القومية بأنهم اتفقوا جميعًا على ضرورة تشكيل ائتلاف مؤيد للاتحاد الأوروبي، ملتزم بالقيم الأوروبية والأورو-أطلسية لرومانيا. وتم الانتهاء من هذا الاتفاق في 10 ديسمبر.
تم إنشاء هذا الاتفاق كإجراء احترازي في حال انتخاب المرشح المؤيد لروسيا كالين جورجيسكو رئيسًا، واعتُبر محاولة "لإبعاده". وأيدت الأحزاب في الائتلاف المقترح المرشحة المؤيدة للاتحاد الأوروبي إيلينا لاسكوني في الجولة الثانية، التي كان من المفترض أن تواجه جورجيسكو في 8 ديسمبر، ولكن تم تأجيلها. كما اعتُبر ذلك محاولة لمنع اليمين المتطرف، بما في ذلك AUR، وإس أو إس رومانيا، وPOT، من دخول الحكومة. وبعد إلغاء الانتخابات الرئاسية من قبل المحكمة الدستورية، من المتوقع أن تحدد الحكومة الجديدة التي تم تشكيلها بعد الانتخابات البرلمانية مواعيد جديدة للانتخابات الرئاسية.
في 10 ديسمبر، تم اقتراح تشكيل حكومة ائتلافية بين PSD وPNL وUSR وUDMR، إلى جانب أحزاب الأقليات القومية. ومع ذلك، انسحب PSD من مفاوضات الائتلاف في 19 ديسمبر، حيث صرح مارشيل تشيولاكو بأن PSD سيصوت لصالح حكومة يمينية في البرلمان.